# Feuerwehr Eberswalde
Die Feuerwehr Eberswalde ist die Brandschutzorganisation der brandenburgischen Stadt Eberswalde und gehört als solche dem Ordnungsamt an. Sie besteht aus einer Berufsfeuerwehr und sechs Freiwilligen Feuerwehren.

## Geschichte
Die erste Freiwillige Feuerwehr in Eberswalde wurde nach diversen Vorgängerorganisationen am 1. Februar 1875 gegründet und bestand bis zum Ende des Zweiten Weltkriegs fort. Im Jahr 1945 wurde dann von den sowjetischen Besatzern eine Berufsfeuerwehr gegründet, welche sich zu großen Teilen aus Personal der ehemaligen Freiwilligen Feuerwehr rekrutierte. Sie stellte in der Nachkriegszeit den Brandschutz in der Stadt selbst sowie im Umkreis von bis zu 40 km sicher.
Mit der Bestätigung des Feuerwehrstatuts der Sowjets durch den 8. Artikels der Brandschutzverordnung vom 28. August 1949 durch den deutschen Verwaltungspräsidenten des Inneren wurde die ehemals städtische Feuerwehr mit ihrer Ausrüstung als Volkseigentum dem Staat zugeschlagen und der Kreispolizeibehörde unterstellt. Erst am 24. Oktober 1990, nach der Wiedervereinigung Deutschlands, wurde die Feuerwehr wieder von der Kommune übernommen. Sie bestand dann bis zum Jahr 1999 als Freiwillige Feuerwehr mit hauptberuflichen Kräften. Seit dem 1. Januar 2000 verfügt Eberswalde nun wieder über eine Berufsfeuerwehr.

## Berufsfeuerwehr
Neben der Verwaltungsabteilung besteht die Berufsfeuerwehr aus 33 aktiven Beamten im feuerwehrtechnischen Dienst. Je zehn von ihnen bilden eine der drei Wachabteilungen, die rund um die Uhr die Hauptfeuerwache besetzt halten. Außerdem existieren zwei Beamte im gehobenen und ein Beamter im höheren feuerwehrtechnischen Dienst als Leiter der Feuerwehr. Die Berufsfeuerwehr besetzt den ersten Löschzug der Stadt, bestehend aus einem Hilfeleistungslöschgruppenfahrzeug, einer Drehleiter mit Korb 23/12, einem Tanklöschfahrzeug 20/40, einen Gerätewagen Logistik und einem Einsatzleitwagen. Auf der Wache befinden sich zudem ein Kommandowagen und das Fahrzeug vom A-Dienst sowie ein GW-Logistik. Die Berufsfeuerwehr ist gemeinsam mit der Freiwilligen Feuerwehr Finow in der im Jahr 1994 eingeweihten – damals modernsten Feuerwache auf dem Gebiet der ehemaligen DDR – untergebracht.

## Freiwillige Feuerwehr

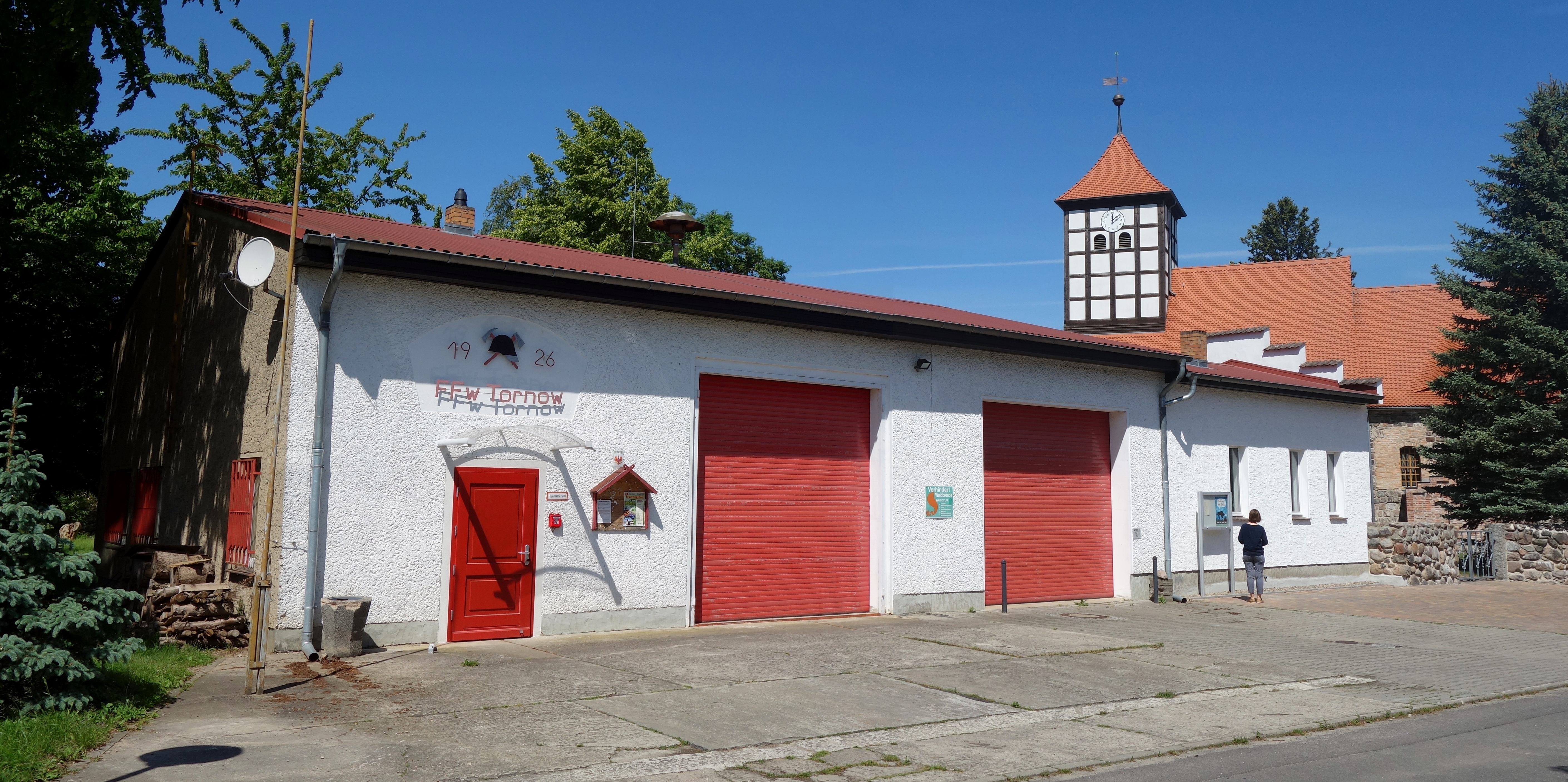
Feuerwehrhaus der FF Tornow

In den Stadtteilen von Eberswalde bestehen sechs Freiwillige Feuerwehren (FF) stationiert. Ihre Einsatzkräfte werden allesamt über DME alarmiert.

### Eberswalde
Die Freiwillige Feuerwehr Eberswalde ist mit ihrem Gründungsjahr 1875 die älteste Feuerwehr im Landkreis. Aktuell besetzt sie ein Löschgruppenfahrzeug 20/16, ein Löschgruppenfahrzeug 16 mit Tragkraftspritze, ein Mannschaftstransportfahrzeug (MTF), ein ABC-Erkunder, ein Separationsanlage für Ölunfälle sowie bei Bedarf ein Mehrzweckboot. Diese Abteilung unterhält auch eine Jugendfeuerwehr mit rund 20 aktiven Jugendlichen.

### Finow
Die Freiwillige Feuerwehr Finow besetzt ein Hilfeleistungslöschgruppenfahrzeug 20/16, einen Schlauchwagen 2000 mit Truppbesatzung sowie ein Mannschaftstransportfahrzeug. Bei Bedarf kann sie außerdem zwei Feuerwehranhänger mit Sonderlöschmittel zum Einsatz bringen. Diese Abteilung ist in den Gebäuden der Berufsfeuerwehr untergebracht. Gemeinsam mit der Freiwilligen Feuerwehr Clara-Zetkin-Siedlung unterhält sie eine Jugendfeuerwehr, für welche ein Tragkraftspritzenanhänger zur Verfügung steht.

### Clara-Zetkin-Siedlung

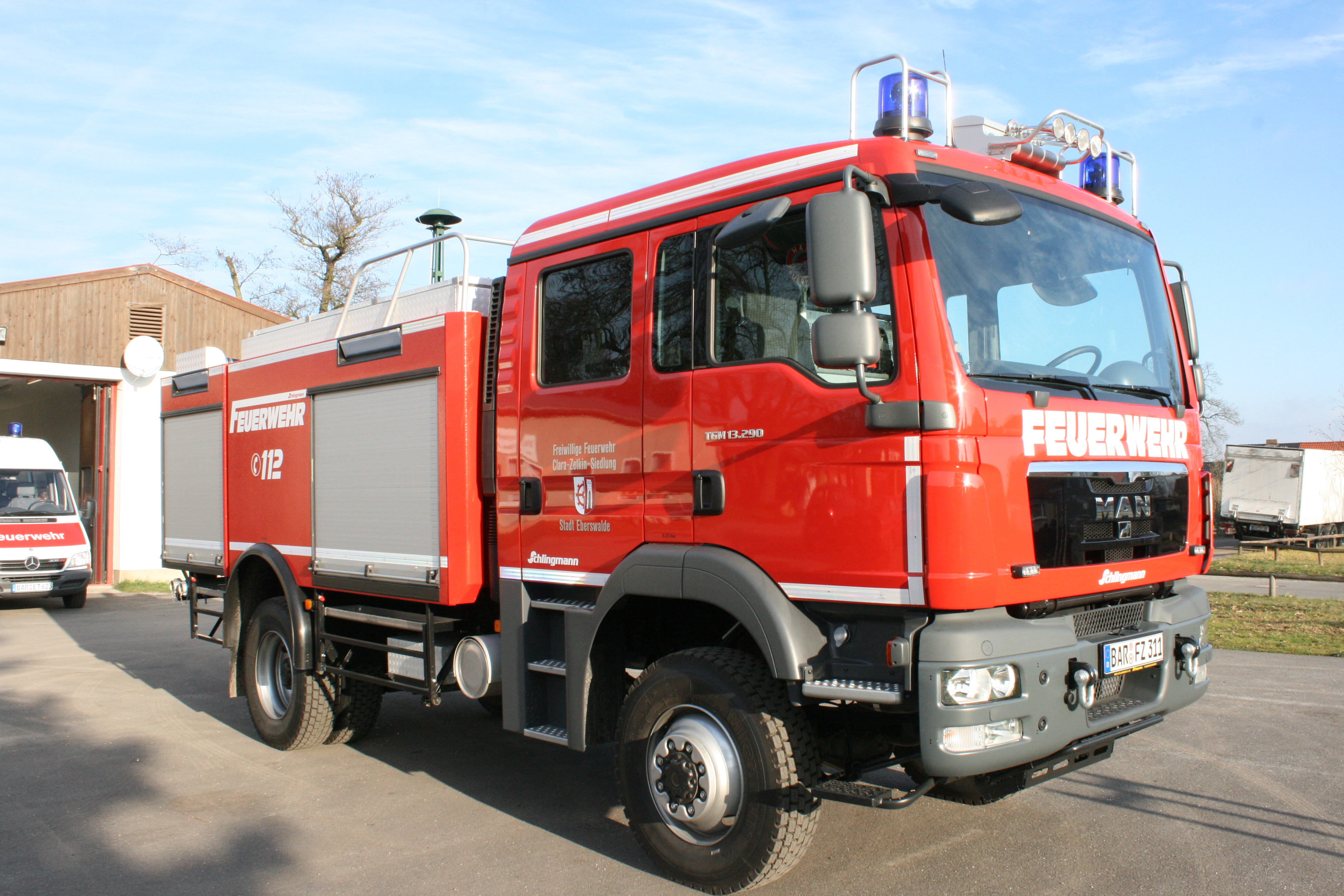
TLF 20/40 der FF Clara-Zetkin-Siedlung

Die Freiwillige Feuerwehr Clara-Zetkin-Siedlung wurde im Juli 1935 gegründet und hat den Status einer Löschgruppe. Ihr stehen ein Tanklöschfahrzeug 20/40 vom Typ MAN sowie ein Mannschaftstransportfahrzeug als Einsatzfahrzeuge zur Verfügung. Gemeinsam mit der Freiwilligen Feuerwehr Finow wird eine Jugendfeuerwehr unterhalten.

### Sommerfelde
Die im Jahr 1923 gegründete Freiwillige Feuerwehr Sommerfelde besetzt ein Tragkraftspritzenfahrzeug mit Wasser, das zusätzlich über eine Sonderbeladung für technische Unfallhilfe verfügt, und ein Mannschaftstransportfahrzeug. Außerdem ist in Sommerfelde ein Schlauchtransportanhänger stationiert. Zum 1. November 2019 wurde durch die FF Eberswalde die erste Kinderfeuerwehr von Eberswalde gegründet.

### Tornow
Die Freiwillige Feuerwehr Tornow besteht seit dem Jahr 1926. Sie kann zurzeit auf ein Löschgruppenfahrzeug 10/6 mit Allradantrieb und ein Mannschaftstransportfahrzeug zurückgreifen. Außerdem unterhält diese Abteilung eine eigene Jugendfeuerwehr sowie eine Alters- und Ehrenabteilung.

### Spechthausen
Die Freiwillige Feuerwehr Spechthausen besetzt ein Kleinlöschfahrzeug (Mercedes „Vito“ Eigenbau, Baujahr 2011, nach an örtliche Bedürfnisse angepasster Norm).